# Bougé-Chambalud
Bougé-Chambalud est une commune française située dans le département de l'Isère, en région Auvergne-Rhône-Alpes.
Les habitants sont les Bougérards et les Chambalaires. Mais les habitants ont l'habitude de plutôt dire Bougérois et Chambalairois.

## Géographie

### Situation et description
La commune est située dans la partie septentrionale du département de l'Isère, en limite du département de la Drôme à  environ une cinquantaine de kilomètres de Valence et à environ autant de l'agglomération lyonnaise, située au nord.

### Climat
Pour des articles plus généraux, voir Climat d'Auvergne-Rhône-Alpes et Climat de l'Isère.
En 2010, le climat de la commune est de type climat du Bassin du Sud-Ouest, selon une étude du Centre national de la recherche scientifique s'appuyant sur une série de données couvrant la période 1971-2000. En 2020, Météo-France publie une typologie des climats de la France métropolitaine dans laquelle la commune est dans une zone de transition entre le climat de montagne et le climat méditerranéen et est dans la région climatique  Moyenne vallée du Rhône, caractérisée par un bon ensoleillement en été (fraction d’insolation > 60 %), une forte amplitude thermique annuelle (4 à 20 °C), un air sec en toutes saisons, orageux en été, des vents forts (mistral), une pluviométrie élevée en automne (250 à 300 mm). 
Pour la période 1971-2000, la température annuelle moyenne est de 12,2 °C, avec une amplitude thermique annuelle de 17,8 °C. Le cumul annuel moyen de précipitations est de 873 mm, avec 8,3 jours de précipitations en janvier et 5,9 jours en juillet. Pour la période 1991-2020, la température moyenne annuelle observée sur la station météorologique de Météo-France la plus proche, « Sablons », sur la commune de Sablons à 10 km à vol d'oiseau, est de 13,3 °C et le cumul annuel moyen de précipitations est de 805,2 mm,. Pour l'avenir, les paramètres climatiques de la commune estimés pour 2050 selon différents scénarios d'émission de gaz à effet de serre sont consultables sur un site dédié publié par Météo-France en novembre 2022.

### Hydrographie
Le territoire est sillonné par de nombreuses rivières dont le Dolon, le Bège, l'Oron  et le Lambroz et héberge quelques sources dont la source Saint-Font, la source Sainte-Geneviève, le jardin des Sources (5 sources dont 2 canalisées).

### Voies de communication
La ligne de Saint-Rambert-d'Albon à Rives, ouverte en 1856 et administrée par la Compagnie des chemins de fer du Dauphiné (CFD) traverse le territoire de la commune.

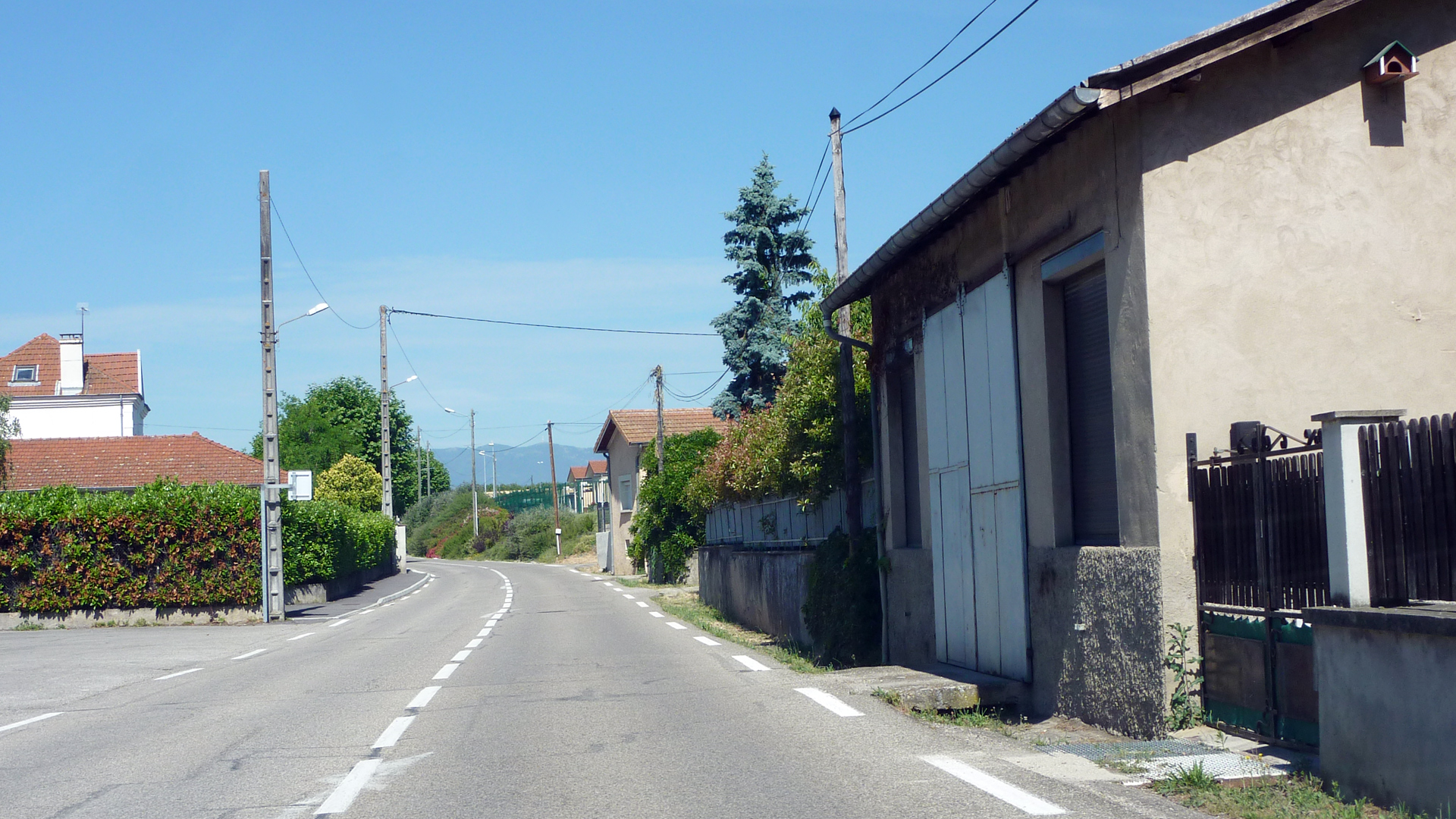
Rue de Bougé-Chambalud.

Le territoire communal est traversé par la route départementale 519 (RD519).

## Urbanisme

### Typologie
Au 1er janvier 2024, Bougé-Chambalud est catégorisée commune rurale à habitat dispersé, selon la nouvelle grille communale de densité à sept niveaux définie par l'Insee en 2022.
Elle est située hors unité urbaine. Par ailleurs la commune fait partie de l'aire d'attraction de Roussillon, dont elle est une commune de la couronne,. Cette aire, qui regroupe 27 communes, est catégorisée dans les aires de 50 000 à moins de 200 000 habitants,.

### Occupation des sols
L'occupation des sols de la commune, telle qu'elle ressort de la base de données européenne d’occupation biophysique des sols Corine Land Cover (CLC), est marquée par l'importance des territoires agricoles (87,6 % en 2018), en diminution par rapport à 1990 (89,1 %). La répartition détaillée en 2018 est la suivante : 
terres arables (41 %), cultures permanentes (39,4 %), forêts (7,3 %), zones agricoles hétérogènes (6,1 %), zones urbanisées (5,1 %), prairies (1,2 %). L'évolution de l’occupation des sols de la commune et de ses infrastructures peut être observée sur les différentes représentations cartographiques du territoire : la carte de Cassini (XVIIIe siècle), la carte d'état-major (1820-1866) et les cartes ou photos aériennes de l'IGN pour la période actuelle (1950 à aujourd'hui).

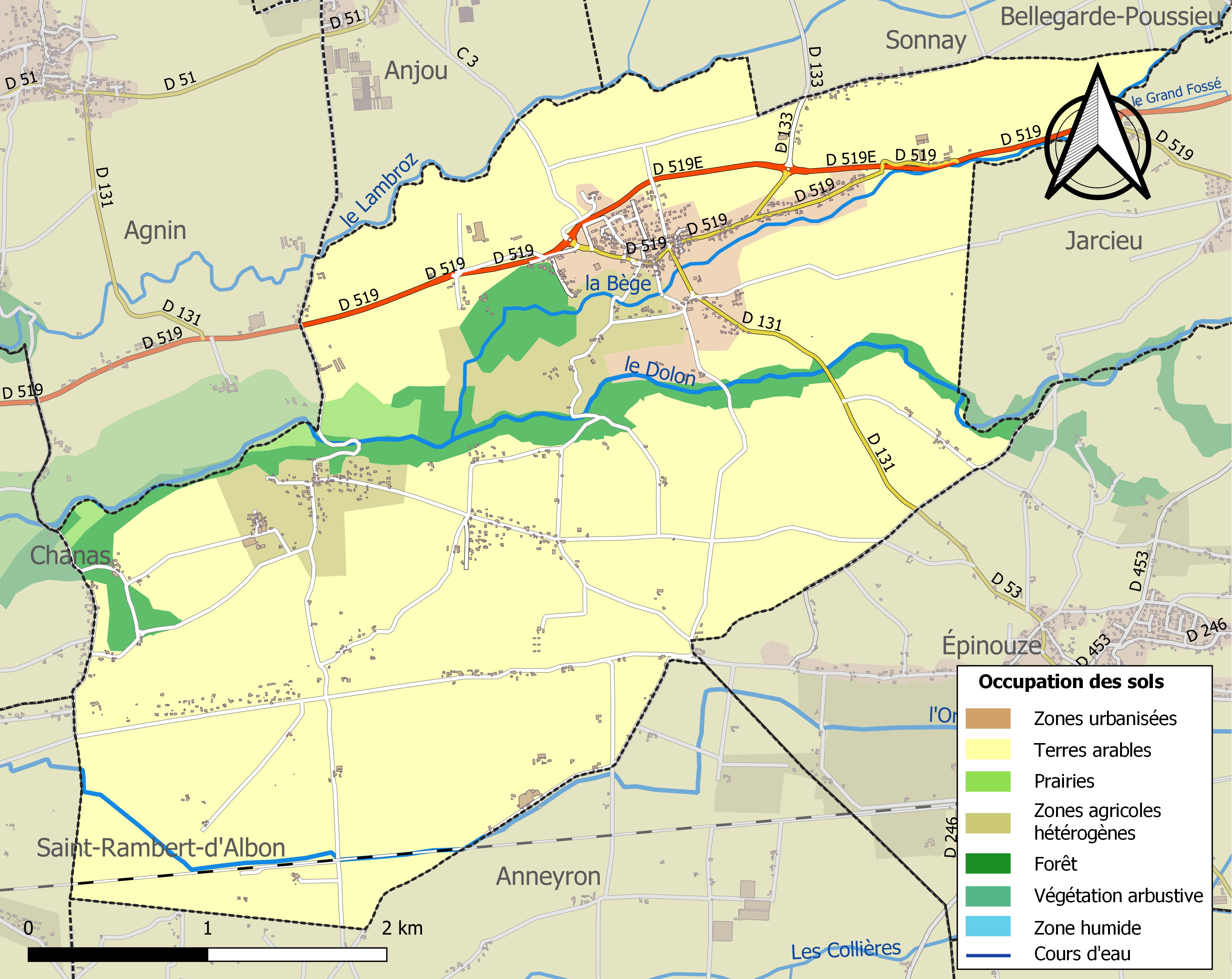
Carte des infrastructures et de l'occupation des sols de la commune en 2018 (CLC).

### Risques naturels et technologiques

#### Risques sismiques
L'ensemble du territoire de la commune de Bougé-Chambalud est situé en zone de sismicité n°3 (sur une échelle de 1 à 5), comme la plupart des communes de son secteur géographique.
| Type de zone | Niveau            | Définitions (bâtiment à risque normal) |
| ------------ | ----------------- | -------------------------------------- |
| Zone 3       | Sismicité modérée | accélération = 1,1 m/s2                |

## Histoire
Venant de deux paroisses bien distinctes, elles furent malgré tout assez souvent rassemblées. Achetées par le comte d'Anjou, elles firent partie de ce comté avec Agnin et Sonnay jusqu'à la Révolution de 1790.
Elles furent érigées en commune officiellement en 1801.
Le duc de Normandie, Édouard le Chauve a  séjourné à Bougé-Chambalud pendant une semaine.

## Politique et administration

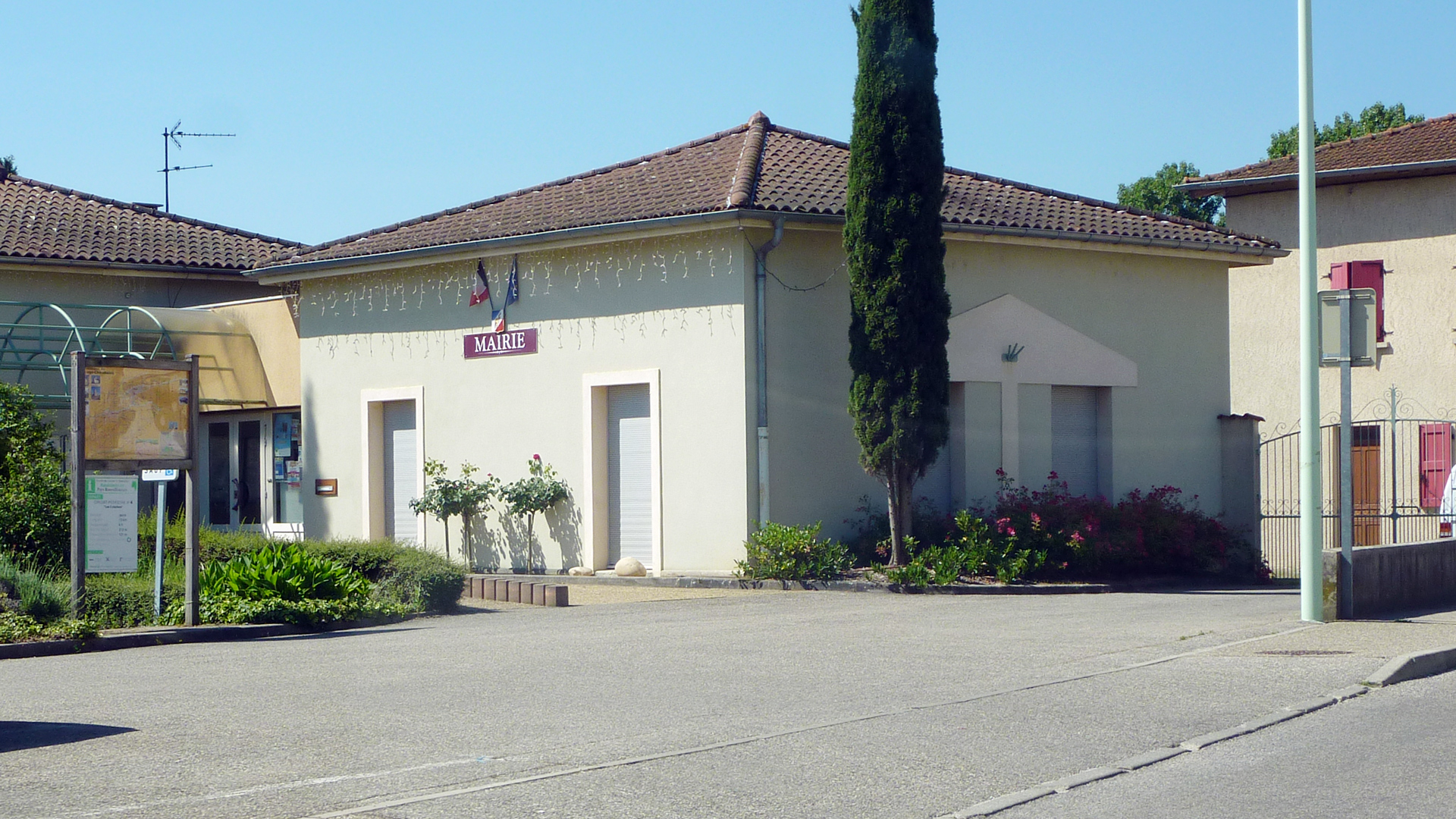
Mairie de Bougé-Chambalud.

### Liste des maires
| Période                                  | Période   | Identité          | Étiquette | Qualité |
| ---------------------------------------- | --------- | ----------------- | --------- | ------- |
| 1955                                     | 1965      | M. Colleon        |           |         |
| 1965                                     | 1971      | Louis Bérut       |           |         |
| 1971                                     | 1977      | Jean Couston      |           |         |
| 1977                                     | 1985      | André Denaud      |           |         |
| 1985                                     | 1989      | Louis Bernier     |           |         |
| 1989                                     | 1995      | Marinette Marce   |           |         |
| mars 1995                                | mai 2008  | Jean Villard      |           |         |
| mai 2008                                 | mars 2014 | Gérard Forcheron  |           |         |
| mars 2014                                | 2020      | Claudette Fayolle | SE        | Employé |
| 2020                                     | En cours  | Sébastien André   |           |         |
| Les données manquantes sont à compléter. |           |                   |           |         |

## Population et société

### Démographie

Le groupe scolaire en 1908.

L'évolution du nombre d'habitants est connue à travers les recensements de la population effectués dans la commune depuis 1800. Pour les communes de moins de 10 000 habitants, une enquête de recensement portant sur toute la population est réalisée tous les cinq ans, les populations de référence des années intermédiaires étant quant à elles estimées par interpolation ou extrapolation. Pour la commune, le premier recensement exhaustif entrant dans le cadre du nouveau dispositif a été réalisé en 2006.

En 2022, la commune comptait 1 469 habitants, en évolution de +5,61 % par rapport à 2016 (Isère : +3,07 %, France hors Mayotte : +2,11 %).
| 1800 | 1806 | 1821 | 1831 | 1836  | 1841  | 1846  | 1851  | 1856  |
| ---- | ---- | ---- | ---- | ----- | ----- | ----- | ----- | ----- |
| 665  | 713  | 727  | 935  | 1 028 | 1 149 | 1 182 | 1 169 | 1 212 |

| 1861  | 1866  | 1872  | 1876  | 1881  | 1886 | 1891  | 1896 | 1901 |
| ----- | ----- | ----- | ----- | ----- | ---- | ----- | ---- | ---- |
| 1 211 | 1 203 | 1 126 | 1 087 | 1 068 | 999  | 1 011 | 945  | 901  |

| 1906 | 1911 | 1921 | 1926 | 1931 | 1936 | 1946 | 1954 | 1962 |
| ---- | ---- | ---- | ---- | ---- | ---- | ---- | ---- | ---- |
| 937  | 891  | 816  | 815  | 790  | 764  | 776  | 817  | 835  |

| 1968 | 1975 | 1982 | 1990 | 1999 | 2006  | 2011  | 2016  | 2021  |
| ---- | ---- | ---- | ---- | ---- | ----- | ----- | ----- | ----- |
| 789  | 717  | 672  | 814  | 918  | 1 128 | 1 264 | 1 391 | 1 425 |

| 2022  | - | - | - | - | - | - | - | - |
| ----- | - | - | - | - | - | - | - | - |
| 1 469 | - | - | - | - | - | - | - | - |

### Enseignement
La commune est rattachée à l'académie de Grenoble.

### Médias
Historiquement, le quotidien à grand tirage Le Dauphiné libéré consacre, chaque jour, y compris le dimanche, dans son édition du Nord-Isère, un ou plusieurs articles à l'actualité du canton et quelquefois de la commune, ainsi que des informations sur les éventuelles manifestations locales, les travaux routiers, et autres événements divers à caractère local.

## Économie
- 32 espèces différentes de fruits sont cultivées : - 20 arboriculteurs produisant 14 sortes de fruits différents : abricots, cassis, caseilles (hybride de cassis et de groseille à maquereau), cerises, fraises, fraises des bois, framboises, groseilles, griottes, kiwis, melons, mirabelles, mûres, nectarines, pavies (pêches à conserves), pêches, poires, pommes, prunes, tomates - Les fruits du jardin pourraient être développées en culture : figues, groseilles à maquereaux, kakis, myrtilles, nèfles, raisins, coings le Bleuet, pastèques, raisins - Les fruits secs : amandes, noisettes, noix.
- Le chambourcin est un cépage de cuve français de raisins noirs créé par Joannès Seyve (1900 - 1965) à Bougé Chambalud.
- Après la période phylloxérique, on a créé de nombreux hybrides de la vigne pour reconstituer le vignoble. Un homme à Bougé-Chambalud, a créé une des grandes collections d'hybrides, Bertille-Seyve (1864-1944). Il a obtenu plus de 100 variétés dont 6 ont été de francs succès (notamment le Commandant, le Colonel et le Général) dans plus ou moins tout le pays. Ses deux fils ont poursuivi son œuvre, mais seul Johannès-Seyve est resté à Bougé-Chambalud[18].

## Culture locale et patrimoine

### Lieux et monuments
- Vestiges de Thivolley

Ancien domaine du Haut Moyen Âge, partiellement rasé en 1793. Il présentait, trois tours, dont une hexagonale (comportant un escalier à vis), avec une porte à cintre surbaissé et deux fenêtres à meneaux ornées de colonnettes.
- Commanderie de la Chal

Située autrefois sur la paroisse de Bougé, et aujourd'hui sur la commune d'Epinouze (Drôme), elle dépendait de l'ordre de Saint-Jean de Jérusalem. Ce château, dit commanderie des Templiers, est mentionné comme " Domus hospitalis " de Chalma dès le XIVe siècle.
- Église de l'Assomption de Bougé (lombarde)

Tout comme celle de Chambalud, elle aurait été bâtie sur les fondations de temples romains dédiés à Neptune et à Saturne ; on distingue sur la façade une pierre et un chapiteau romains de réemploi. Architecture lombarde, de style roman primitif avec un fronton triangulaire. À l'intérieur, le chœur porte des écussons symboles de l'ordre de Cluny.
- Église Saint-Ennemond de Chambalud (St-Ennemond)

Clocher de caractère roman, le presbytère serait plus ancien. Dans l'église, des pleins cintres et des ogives de la fin du XIIe siècle. Dédiée à saint Ennemond, l'église fut un lieu de pèlerinage. On évoquait ce saint pour préserver les enfants d'une épidémie et l'onguent Saint-Ennemond ou « Chambalud », médicament qui fit la popularité du curé de l'église, avait la propriété d'éliminer les abcès et furoncles. L'église fut un prieuré très riche descendant des bénédictins de Cluny en Saône-et-Loire.
- Château de Porte, XVIIe siècle (~1620), rénové au XXe siècle (1902), résidence privée de la famille de Monts de Savasse.

### Espaces verts et fleurissement
En mars 2017, la commune confirme le niveau « une fleur » au concours des villes et villages fleuris, ce label récompense le fleurissement de la commune au titre de l'année 2016.

### Patrimoine naturel
A Porte, un chêne pédonculé âgé de quatre siècles domine la vallée de la Bège. D'une taille imposante, la circonférence de son tronc est de 5,50 m, et l'envergure de son feuillage atteint 31 m.

### Personnalités liées à la commune
- Victor François de Montchenu, né dans la commune le 6 novembre 1764.
- Jérémie Bressieux, pilote et as de la Seconde Guerre mondiale, né dans la commune le 8 novembre 1914.

### Héraldique
|  | Bougé-Chambalud possède des armoiries dont l'origine et le blasonnement exact ne sont pas disponibles. |